# Битка при Левунион
Битка при Левунион, или Битката при Енос (днес в Турция) е военен сблъсък, воден през 1091 г. между войските на Византийската империя и обединената армия на печенегите и селджушките турци. Сблъсъкът приключва с категорична византийска победа, наклонила везните във войната със селджуките в полза на Византия и стабилизирала властта на император Алексий Комнин.

### Предистория
Нашествията на печенеги на византийска територия продължават една вековна традиция на агресия на номадски народи спрямо селищата на империята. След готи, алани, българи, славяни и други предноазиатски народи, търсещи жизнено или незащитено от посегателства пространство.
От друга страна войната със селджуките далеч не е прекратена след загубената битка при Манцикерт. Алексий Комнин се заклева да върне Мала Азия в пределите на Византийската империя, но селджукските емирства са твърде голяма сила за преодоляване. Обстановката става особено мрачна, след като емир Чака предлага на печенегите съюз срещу Византия – между 1090 и 1091 г.
През 1091 г. печенегите нахлуват през северната дунавска граница и започват грабителства в Мизия. Алексий бързо организира поход срещу тях, но печенегите отстъпват без да дадат решителна битка. Това действа деморализиращо на ромейската армия и достигнали Доростол те потеглят обратно. Отстъплението им обаче е обърнато в бягство от внезапно нападащите ги по пътя печенежки конни части; армията на Алексий е разбита напълно и самият той с много труд достига до крепост близо до дн. Карнобат. Печенегите нахлуват в Тракия, а императорът няма войски, които да им противопостави.
Алексий намира решение. Когато заплахата е най-голяма и обединената армия на печенеги и селджуки лагерува на няколко дни път от Константинопол, при Левунион, императорът успява с дипломация да отклони пътуващите към сбора кумански отряди. Те са вербувани от печенегите за подкрепа, но между двете племена съществува стара вражда от по-ранен грабителски съвместен поход в Мизия, когато те с кръвопролитие помежду си разпределят плячката. Алексий се възползва от това, уж забравяйки греховете на куманите към Византия. Императорът успява да подкупи кипчаците и се изправя срещу лагера на нашествениците до устието на Марица със съществено 40-хилядно куманско подкрепление. Заедно с тях императорът строява остатъците от наличната му войска стратиоти и малкия, но постепенно увеличаващ се в следващите години наемнически корпус на Византия.

### Стълкновение
Войските на Алексий улавят печенегите съвсем неподготвени за това стечение на обстоятелствата. Подложени на свирепа атака върху неукрепения си лагер, нашествениците бързо са отчаяни и стават свидетели на клането на своите жени и деца, водени с тях съвсем като на завоевателна кампания. Унищожени са стотици печенеги, битката при Левунион е по-скоро изтребление на цели печенежки родове. Оцелелите са окончателно обкръжени и пленени. Много от тях са зачислени във византийската армия, а семействата им разселени из империята.

### Последици
Според Петър Мутафчиев:
| „ | Денят 29 април 1091 г. спаси Византия. Печенезите бяха съсвсем унищожени и от този момент те изчезват от историята като народ. Остатъците били поселени в Мъгленско, дето се претопили сред местното население. | “ |

Победата при устието на Марица подсигурява европейските византийски владения, отхвърля за десетилетия печенежката заплаха и легитимира Алексий I Комнин като Спасител на Империята. Това е първата победа от повече от 20 години за византийското оръжие и тя идва да докаже на Европа и Азия, че Босфорската империя е далеч от погиване.
С това тежкият период за Византия далеч не свършва и продължава в гражданска война. Само три години по-късно същите тези кумански отряди са поведени от Константин Диоген срещу Алексий в нов опит за узурпиране на трона, но са разбити от енергичния император.